# Hartville (Missouri)
Hartville é uma cidade localizada no estado americano de Missouri, no Condado de Wright.

## Demografia
Segundo o censo americano de 2000, a sua população era de 607 habitantes.
Em 2006, foi estimada uma população de 605, um decréscimo de 2 (-0.3%).

## Geografia
De acordo com o United States Census Bureau tem uma área de
1,6 km², dos quais 1,6 km² cobertos por terra e 0,0 km² cobertos por água. Hartville localiza-se a aproximadamente 381 m acima do nível do mar.

## Localidades na vizinhança
O diagrama seguinte representa as localidades num raio de 32 km ao redor de Hartville.